# 3i
3i Group Plc este o companie de investiții listată la London Stock Exchange, al cărei nume este o prescurtare pentru investors in industry(investitori în industrie). Compania a fost fondată de un sindicat de bănci britanice în 1945 pentru a realiza investiții în sectoare ale industriei. În 1987, băncile și-au vândut participațiile, formându-se astfel o companie publică.
Astăzi, 3i este unul dintre cele mai mari fonduri de investiții listate din lume și singurul care face parte din indicele FTSE 100, al celor mai mari companii de pe London Stock Exchange. Pe data de 30 septembrie 2007, grupul 3i avea o capitalizare de piață de 5,6 miliarde € și dispunea de un portofoliu de 650 de investiții în valoare de 8,8 miliarde €, având active totale de 11.7 miliarde €. Compania este organizată în 7 divizii care corespund unor sectoare economice: servicii pentru afaceri (business services), sănătate, produse de larg consum, media, energie și utilități, tehnologie și servicii financiare. Compania este prezentă în 14 țări din Europa, Asia și America de Nord.
Câteva investiții notabile sunt NCP Services, cel mai mare operator de parcări din Regatul Unit, și Scandlines AG, cel mai mare operator de feriboturi din sudul Mării Baltice.